# Marc Lucreci (tribú 210 aC)
Marc Lucreci (en llatí Marcus Lucretius) va ser un polític romà del segle iii aC. Formava part de la branca plebea de la gens Lucrècia.
Va ser tribú de la plebs l'any 210 aC. En el seu any d'exercici del càrrec va tenir serioses disputes amb el senat sobre el nomenament d'un dictador.